# بار گلیسمی
بار گلیسمی یا بار قندِخونی (جی‌ال) (مخفف انگلیسی: GL) مواد غذایی، عددیست برای تخمین اینکه مادهٔ خوراکی چه اندازه سطح قند خون فرد را پس از خوردن آن بالا می برد. یک واحد بار قندخونی، تقریباً بر اثر خوردن یک گرم گلوکز به وجود می‌آید.  بار قندخونی نشان می‌دهد چه مقدار کربوهیدرات (قند) در مادهٔ خوراکی هست و هر گرم از کربوهیدرات آن چه اندازه سطح قند خون را افزایش می‌دهد. بار قندخونی بر پایهٔ شاخص قندخونی (GI) درست شده، و با ضرب کردن گرم کربوهیدرات موجود مادهٔ خوراکی در شاخص قندخونی آن ماده و سپس تقسیم بر ۱۰۰ محاسبه می شود. 

## پی‌نوشت و منبع‌ها
1. ↑  «بار قندخونی» [تغذیه] هم‌ارزِ «بار گلیسمی» (به انگلیسی: glycemic load)؛ منبع: گروه واژه‌گزینی. دفتر هشتم. فرهنگ واژه‌های مصوب فرهنگستان. تهران: انتشارات فرهنگستان زبان و ادب فارسی. شابک ۹۷۸-۶۰۰-۶۱۴۳-۰۸-۸ (ذیل سرواژهٔ بار قندخونی)
2. ↑  (به انگلیسی: glycemic load)
3. ↑  "Glycemic Load Defined". Glycemic Research Institute. Archived from the original on 27 September 2018. Retrieved 8 February 2013.